# 沙拜特哈姆
35°20′10″N 01°06′04″W / 35.33611°N 1.10111°W

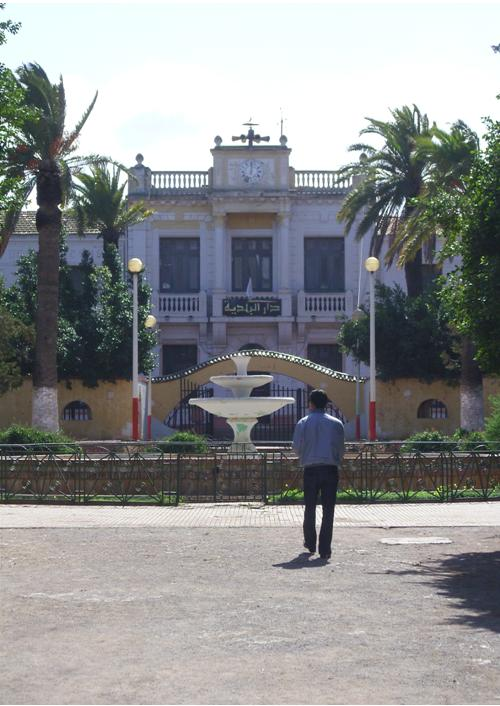

沙拜特哈姆（阿拉伯语：‎），是阿爾及利亞的城鎮，位於該國西北部艾因泰穆尚特省，由馬拉赫區負責管轄，面積67平方公里，海拔高度157米，2010年人口14,730，人口密度每平方公里221人。